# 吉田島村
吉田島村（よしだじまむら）は、神奈川県足柄上郡に存在した村。現在の開成町南東部、小田急小田原線の開成駅周辺に位置した。

## 地理
- 川：酒匂川

## 歴史
- 1889年（明治22年）4月1日 - 町村制の施行により、吉田島村が単独村制。大字は編成しなかった。
- 1955年（昭和30年）2月1日 - 酒田村と合併して開成町が発足。同日吉田島村廃止。

## 交通
小田急電鉄小田原線が村域内を通過していたが、駅は存在しなかった。開成駅は1985年開業。

## 関連文献
- 「大井庄 吉田島村」『大日本地誌大系』 第36巻新編相模国風土記稿1巻之13村里部足柄上郡巻之2、雄山閣、1932年8月。NDLJP:1179198/92。